# Centrolene medemi
Centrolene medemi е вид жаба от семейство Centrolenidae.

## Разпространение
Този вид е разпространен в Еквадор и Колумбия.